# Dactylorhiza jenensis
Dactylorhiza jenensis är en orkidéart som först beskrevs av August Brand, och fick sitt nu gällande namn av Károly Rezsö Soó von Bere. Dactylorhiza jenensis ingår i Handnyckelsläktet som ingår i familjen orkidéer. Inga underarter finns listade i Catalogue of Life.